# Blestemul Insulei Oak
Blestemul Insulei Oak este o serie de reality television care a avut premiera în Canada pe History Channel la data de 5 ianuarie 2014.  Conform comercializării spectacolului, spectacolul "detaliază eforturile fraților Marty și Rick Lagina din Michigan în încercarea lor de a rezolva misterul de 220 de ani al Insulei Oak. Folosind tehnologia modernă și cercetători independenți, ei caută comoara sau artefactele istorice considerate să fie îngropate pe Insula Oak din largul coastei Noua Scoție, Canada".

## Prezentare generală
Blestemul Insulei Oak urmează frații Marty și Rick Lagina, inițial din Kingsford, Michigan, prin eforturile lor de a găsi comoara speculativă sau artefacte istorice considerate a fi pe Insula Oak. Seria dezbate istoria insulei, descoperiri recente, teorii și încercări anterioare de a investiga sit-ul. Printre zonele de interes se numără "Groapa cu bani", Puțul 10-x, Golful lui Smith, "Crucea lui Nolan", "Trapa" și "Mlaștina".

### Fundal
Frații Lagina au devenit fascinați de insulă după ce au citit revista Reader's Digest din ianuarie 1965, care conține un articol despre munca familiei Restall pentru a investiga așa-numita "Groapă cu bani". Marty și fratele său, Rick, au obținut un interes controlant pentru Oak Island Tours, care deține majoritatea insulei. Frații au fost mai apoi abordați de Prometheus Entertainment pentru a face o emisiune de realitate. Rick și Marty au angajat asistența tată-fiu Dan și Dave Blankenship, rezidenți permanenți ai insulei, care au căutat de asemenea comoara încă din anii 1960.

### Teorii
Seria explorează diferite teorii ale Insulei Oak, prin conversații cu cercetători independenți. Persoanele prezentate au inclus Zena Halpern, discutând despre teoria sa despre aurul din Africa de Nord și împărtășind copii ale unei hărți franceze a insulei, despre care pretinde că este datată în 1347; J. Hutton Pulitzer discută despre teoria sa despre vizitele antice ale marinarilor; Petter Amundsen discută despre teoria sa despre codurile ascunse în literatura lui  Shakespeare și despre un proiect secret care îl implică pe Sir Francis Bacon și pe Rosicrucieni; Daniel Ronnstam discutând despre teoria sa despre piatra de 28 de metri fiind un dublu cifru care cuprinde instrucțiuni despre cum să învingă tunelurile de inundație de la  groapa cu bani cu porumb; Autorii Kathleen McGowen și Alen Butler discută despre teoria lor cu privire la comoara fabuloasă a Cavalerilor Templieri și despre presupusa relocare a obiectelor religioase istorice pe insulă; Și John O'Brien discută despre teoria sa că insula conține comori ale Imperiului Aztec.

## Prezentarea generală a seriei
| Sezon | Sezon | Episoade | Inițial difuzat    | Inițial difuzat     |
| Sezon | Sezon | Episoade | Premiera sezonului | Sfârșitul sezonului |
| ----- | ----- | -------- | ------------------ | ------------------- |
|       | 1     | 5        | 5 ianuarie 2014    | 9 februarie 2014    |
|       | 2     | 10       | 4 noiembrie 2014   | 13 ianuarie 2015    |
|       | 3     | 13       | 10 noiembrie 2015  | 2 februarie 2016    |
|       | 4     | 16       | 15 noiembrie 2016  | 21 februarie 2017   |

## Producție
După ce a început în 2014, Blestemul Insulei Oak a rulat timp de patru sezoane. La 2 august 2016, a fost anunțat că Nova Scotia Business Inc. a aprobat suma de $1.271.546 pentru finanțarea filmului pentru producția celui mai recent sezon, al patrulea. Întrebat despre sezonul 5, creatorul Kevin Burns a spus că totul depinde de frații Lagina. Burns a spus că frații nu sunt "oameni de reality show" și au fost întotdeauna "reticenți" să facă mai multe sezoane ca filmarea îi ține pe frați departe de familiile lor timp de până la cinci luni. Burns a lansat de asemenea o declarație spunând: "Nu suntem pregătiți să ne întoarcem pentru încă un an, să luăm de la ceea ce veți face", lăsând viitorul show-lui incert.

## Episoade

### Sezonul 1 (2014)
| Nr. în serial | Nr. în sezon | Titlu                            | Data difuzării   | Telespectatori (milioane) |
| --- | ------------ | -------------------------------- | ---------------- | ------------------------- |
| 1 | 1            | „Ce se Află mai Jos”             | 5 ianuarie 2014  | 2.53                      |
| Frații Rick și Marty Lagina dețin acum cea mai mare parte a Insulei Oak. Hotărâți să reînvie căutarea de comori de 200 de ani, ei explorează un puț abandonat numit Puțul 10-X și folosesc presiunea apei pentru a pompa materialul la suprafață. Ei găsesc o bucată mică de metal.    |              |                                  |                  |                           |
| 2 | 2            | „Misterul Golfului lui Smith”    | 12 ianuarie 2014 | 2.35                      |
| O echipă de scufundări care include fiul lui Marty, Alex Lagina se scufundă în Golful lui Smith și găsește ceea ce se pretinde a fi fibre de nucă de cocos indigene și pietre anormale. Între timp, mai multe fragmente de metal și oase de pisică se găsesc în tulbureala de la 10-X. |              |                                  |                  |                           |
| 3 | 3            | „Voci din Mormânt”               | 19 ianuarie 2014 | 2.33                      |
| În timp ce Rick și Marty Lagina încep să lucreze pentru a seca o mlaștină, ei sunt vizitați de o femeie care și-a pierdut tatăl și fratele într-un accident tragic pe Insula Oak. |              |                                  |                  |                           |
| 4 | 4            | „Secretul Templului lui Solomon” | 26 ianuarie 2014 | 2.72                      |
| Un vizitator al insulei le prezintă lui Rick și lui Marty Lagina teoria lui despre locul în care se află comoara de pe Insula Oak și ideea că Menorah ar putea fi printre comorile pe care le caută.                                                                                   |              |                                  |                  |                           |
| 5 | 5            | „Găsirea”                        | 9 februarie 2014 | 2.97                      |
| Echipa intră într-o mlaștină noroioasă și găsește ceea ce pare a fi o monedă spaniolă antică de cupru. Un scafandru este mai târziu trimis în mlaștină și nu găsește obiecte suplimentare.                                                                                             |              |                                  |                  |                           |

### Sezonul 3 (2015–2016)
| Nr. în serial | Nr. în sezon | Titlu               | Data difuzării    | Telespectatori (milioane) |
| --- | ------------ | ------------------- | ----------------- | ------------------------- |
| 16 | 1            | „Adevărul găurii”   | 10 noiembrie 2015 | 2.26                      |
| Rick și Marty caută tuneluri subterane pe Insula Oak și pregătesc Puțul 10-X pentru o scufundare.                                                                                  |              |                     |                   |                           |
| 17 | 2            | „Țeavă Jos”         | 17 noiembrie 2015 | 2.56                      |
| Pregătirea pentru o scufundare în puțul 10X continuă în timp ce echipa caută în același timp zona din apropierea Groapei cu Bani pentru comoara superficială.                      |              |                     |                   |                           |
| 18 | 3            | „E Timpul să Săpăm” | 24 noiembrie 2015 | 2.60                      |
| Rick, Marty și echipa merg să cumpere echipament de excavare, să investigheze locația unei posibile comori a Cavalerilor Templieri și să caute locația inițială a Groapei cu Bani. |              |                     |                   |                           |
| 19 | 4            | „Piatra Overton”    | 1 decembrie 2015  | 3.05                      |
| Munca continuă pentru găsirea Groapei cu Bani în timp ce echipa investighează o piatră cu presupuse sculpturi Portugheze.                                                          |              |                     |                   |                           |
| 20 | 5            | „Act de dispariție” | 8 decembrie 2015  | 3.22                      |
| Echipa completează pregătirile pentru o expediție cu scufundări în puțul 10X, investigând interiorul cu o cameră de filmat.                                                        |              |                     |                   |                           |